# El reino olvidado
El reino olvidado è un album del gruppo musicale argentino Rata Blanca, pubblicato il 21 agosto 2008 dalla Sony Music.

## Il disco
Per la prima volta i Rata Blanca registrarono tutte le tracce (chitarra, basso, batteria, voce e tastiere) contemporaneamente, abbandonando il vecchio modo di registrarle singolarmente, questo metodo fu adottato anche dagli Iron Maiden.
A due settimane prima dalla messa in vendita, l'album era già disco d'oro.
Nell'ottobre 2009, i fu pubblicata una versione in inglese, The Forgotten Kingdom con la presenza del vocalist Doogie White.

## Tracce
1. Intro - Las voces del mar – 1:52
2. El reino olvidado – 5:37
3. 71-06 (Endorfina) – 4:09
4. Talismán – 5:16
5. El círculo de fuego – 4:57
6. Diario de una sombra – 4:22
7. Madre Tierra – 4:16 – Strumentale
8. El guardián de la luz – 6:10
9. Un día más, un día menos – 5:46
10. No es nada fácil (ser vos) – 4:01
11. Si eres hijo del rock – 4:36
12. Cuando hoy es ayer – 4:14